# KYコーポレーション
株式会社KYコーポレーション（ケーワイコーポレーション）は、岩手県北上市に本部を置く企業。東北地方に展開している焼肉屋「やまなか家」などで知られる。

## 概要
1986年3月創業。焼肉店の「やまなか家グループ」などの飲食店の他、ホテル経営なども行っている。

## 展開一覧
- やまなか家グループ
  - 元氣のでる炭火焼肉 やまなか家（東北地方6県（青森県、秋田県、岩手県、山形県、宮城県、福島県）で展開）
  - 元氣のでる焼肉居酒屋 やまなか屋（岩手県で展開）
  - 焼肉 冷麺 じゅうじゅう（岩手県で展開）
- 焼肉ホルモン 食樂（宮城県、福島県で展開）
- 牛たん 徳茂（宮城県仙台市）
- モンテインホテル（岩手県北上市）
- Music School&Studio【Ammy】（宮城県仙台市）

## コマーシャル出演
- サンドウィッチマン（元氣のでる炭火焼肉 やまなか家CM）